# Деповілл (Нью-Йорк)
Деповілл (англ. Depauville) — переписна місцевість (CDP) в США, в окрузі Джефферсон штату Нью-Йорк. Населення — 488 осіб (2020).

## Географія
Деповілл розташований за координатами 44°8′33″ пн. ш. 76°2′43″ зх. д. / 44.14250° пн. ш. 76.04528° зх. д. (44.142448, -76.045152).  За даними Бюро перепису населення США в 2010 році переписна місцевість мала площу 25,44 км², уся площа — суходіл.

## Демографія
Згідно з переписом 2010 року, у переписній місцевості мешкало 577 осіб у 195 домогосподарствах у складі 148 родин. Густота населення становила 23 особи/км².  Було 204 помешкання (8/км²).
Расовий склад населення:
| - 97,7 % — білих - 0,3 % — корінних американців - 0,2 % — азіатів |

До двох чи більше рас належало 1,6 %. Частка іспаномовних становила 0,7 % від усіх жителів.
За віковим діапазоном населення розподілялося таким чином: 29,8 % — особи молодші 18 років, 59,8 % — особи у віці 18—64 років, 10,4 % — особи у віці 65 років та старші. Медіана віку мешканця становила 37,9 року. На 100 осіб жіночої статі у переписній місцевості припадало 103,2 чоловіків;  на 100 жінок у віці від 18 років та старших — 104,5 чоловіків також старших 18 років.
Середній дохід на одне домашнє господарство  становив 48 046 доларів США (медіана — 41 176), а середній дохід на одну сім'ю — 49 056 доларів (медіана — 41 618). За межею бідності перебувало 30,3 % осіб, у тому числі 30,7 % дітей у віці до 18 років та 0,0 % осіб у віці 65 років та старших.
Цивільне працевлаштоване населення становило 389 осіб. Основні галузі зайнятості: роздрібна торгівля — 28,5 %, публічна адміністрація — 20,6 %, освіта, охорона здоров'я та соціальна допомога — 20,1 %.